# Megalithische tempels van Tarxien
De megalithische tempels van Tarxien op Malta behoren tot de Megalithische tempels van Malta en zijn tot stand gekomen tussen 3600 en 2500 v.C. Het complex uit het chalcolithicum staat sinds 1980 op de Werelderfgoedlijst van UNESCO.
De vier tempels werden aan het begin van de twintigste eeuw opgegraven door Temi Żammit .
Dit tempelcomlex bevindt zich 400 meter ten oosten van het Ħal Saflieni Hypogeum. Net als het hypogeum is deze site volledig omgeven door moderne woonhuizen. Dit doet geen afbreuk aan de waarde van de site maar de sfeer die uitgaat van de omgeving rondom de andere tempels, onder meer te Ġgantija en Ħaġar Qim, is hier afwezig.
Men benadert het complex via het grote voorhof van de zuidelijke tempel die opvalt door zijn rondere gevel. Een grote watercisterne bevindt zich onder het voorhof. .
De vroegste tempel in het noordoosten is tussen 3600 en 3200 v.C. (Ggantija-fase) gebouwd en had vijf halfronde apsissen met een doorgang in het midden. Van deze tempel rest zeer weinig.
De andere tempels zijn gedurende de Tarxienfase gebouwd, tussen 3150 en 2500 v.C. De zuidelijke (ook genoemd de westelijke) tempel heeft twee parallelle halfronde apsissen die zijn verbonden door een doorgang; de tweede apsis rechts werd aangepast om toegang te geven tot de centrale tempel. Deze centrale tempel heeft zes apsissen. De oostelijke tempel ten slotte bestaat uit twee parallelle paren apsissen met een doorgang in een richting die parallel loopt aan die van de zuidelijke tempel. Aan het uiteinde werd een vijfde apsis toegevoegd.
Deze tempels zijn solide gebouwd en met grote stenen soms ruw opgezet.
Andere muren werden met grote nauwkeurigheid neergezet en maken in al hun eenvoud een sterke indruk.
De binnenwanden zijn met zorg afgewerkt en op verschillende plaatsen versierd met gebeeldhouwde spiraalvormige motieven.
In een van de kamers zijn tekeningen van twee stieren en een zeug in bas-reliëf op de muren aangebracht.
In de eerste apsis rechts van de zuidelijke tempel bevond zich het grote beeld van de godin. Bij de opgravingen door Zammit werd alleen het onderste gedeelte vanaf de taille teruggevonden. Het origineel bevindt zich in het archeologisch museum te Valletta. Een kopie werd op de site neergezet. Sommige onderzoekers interpreteren het beeld als een moedergodin, die een rol gespeeld zou hebben in de vruchtbaarheidritus.

## noten
1. ↑  Żammit, Mayrhofer. The Prehistoric Temples of Malta and Gozo, p. 67.
2. ↑  Trump. Malta: An archaeological guide, p. 67.
3. ↑  Trump. Malta: An archaeological guide, p. 73.
4. ↑  Trump. Malta Prehistory and temples, p. 120.
5. ↑  Żammit, Mayrhofer. The Prehistoric Temples of Malta and Gozo, p. 72.
6. ↑  Tarxien Temples, Malta. Geraadpleegd op 16 september 2008.
7. ↑  Trump, Cilia. Malta Prehistory and Temples, p. 122.
8. ↑  Żammit, Mayrhofer. The Prehistoric Temples of Malta and Gozo, pp. 77-79.
9. ↑  Trump. Malta: An archaeological guide, p. 75.

- Virtual International Authority File: 315164283